# 曾黎
曾黎（1976年9月17日—），出生于湖北省荆州市沙市区，中国女演员，2000年本科毕业于中央戏剧学院，前荣信达影视艺人。曾与大学同学章子怡、梅婷、胡静、秦海璐、傅晶、袁泉并称中戏“七朵金花”，或与章子怡、梅婷、秦海璐、袁泉、胡静、张彤、李敏（李馨雨） （页面存档备份，存于）并称中戏“八大金钗”。

## 主持作品
- 2002年《电玩GOGOGO》节目主持人

## 影视作品

### 电视剧
- 2000年《本家兄弟》饰 李倩
- 2001年《东西奇遇结良缘》饰 曹燕燕（崔莺莺）
- 2002年《江山儿女几多情》饰 苗翠花
- 2002年《全时空接触》饰 艾依罗
- 2003年《神捕十三娘》饰 梅姑
- 2003年《男才女貌》饰 颜如玉
- 2003年《归途如虹》饰 苏晴
- 2004年《月色撩人》饰 华桦
- 2004年《沉默的证人》饰 冯薇
- 2004年《秦淮悲歌》饰 李十娘
- 2004年《好想好想谈恋爱》饰 张芊芊
- 2005年《神舟》饰 林兮
- 2005年《聊斋志异之画皮》饰 梅三娘
- 2006年《此情可问天》饰 聂凯凯
- 2006年《别问我是谁》饰 赵灵
- 2006年《传奇皇帝朱元璋》饰 郭宁莲
- 2006年《罪之缘》饰 陶然
- 2007年《走出你的爱》饰 胡小锦
- 2007年《廖家》饰 廖曼芳
- 2008年《蓝色档案》饰 宋珍妮/沈亚奇
- 2008年《朝九晚无》饰 彭静莹
- 2008年《伤情》饰 姚紫菡/许珮珊
- 2008年《军人荣誉》饰 苏玲芝
- 2009年《花篮的花儿香》饰 柳红梅
- 2009年《单亲妈妈的苦涩浪漫》饰 墨菲
- 2010年《虾球传》饰 黑牡丹
- 2010年《火红的年代》饰 潘雅文
- 2010年《唐琅探案》饰 罗兰
- 2010年《母亲心》饰 陈静书
- 2011年《最后征战》饰 沈寻香
- 2011年《人到四十》饰 白晓燕
- 2011年《传奇之王》饰 黃黛柔
- 2012年《我的传奇老婆》饰 金芝
- 2012年《特警突击队》饰 郑霞
- 2012年《步步杀机》饰 郑晓婉
- 2012年《妯娌的三国时代》饰 冯雪
- 2013年《1977年的爱情》（又名：青春不回首）饰 康雯
- 2013年《我的父亲母亲》饰 叶秀萝
- 2014年《家宴》饰 冯小米
- 2014年《女人的抗战/雪蚕》饰 松洋雪樱子
- 2015年《为爱坚守》（原名：妻子不设防）饰 秦雪梅
- 2016年《姐妹兄弟》饰 唐小雨
- 2016年《旋风十一人》饰 钟艳
- 2016年《谜砂》饰 关霞
- 2016年《青云志》饰 金铃夫人
- 2016年《真心想让你幸福》饰 刘露
- 2017年《地火2之真金不怕火炼》饰 蒋英
- 2017年《射雕英雄传》饰 李萍
- 2017年《大唐荣耀》饰 杨玉环
- 2017年《主妇也要拼》饰 伊兰
- 2017年《醉玲珑》饰 莲妃（客串）
- 2017年 《儿科医生》饰 叶梅
- 2018年《老男孩》饰 萧薇（客串）
- 2018年《玄门大师》饰 冷翠（客串）
- 2018年《陪读妈妈》饰 夏天
- 2018年《古剑奇谭2》（网络剧）饰 傅清姣
- 2019年《倚天屠龙记》饰 王难姑
- 2019年《七月与安生》饰 安静
- 2019年《在远方》饰 霍梅
- 2020年《下一站是幸福》饰 吴美音
- 2021年《玲珑》饰 绯天
- 2021年《约定》（网络剧）饰 林悦然
- 2021年《大浪淘沙》饰 李励庄（客串）
- 2021年《红旗渠》饰 冯筱怡
- 2022年《幸福二重奏》饰 付晓芬
- 2022年《了不起的D小姐》（网络剧）饰 董红玉
- 2022年《好好说话》饰 牛志玲
- 2022年《星汉灿烂/月升沧海》（网络剧）饰 萧元漪
- 2022年《浮图缘》（网络剧）飾 荣安皇后
- 2023年《纵有疾风起》飾 方总
- 2023年《偷偷藏不住》 饰 黎萍
- 2023年《玉骨遥》（网络剧）饰 白嫣
- 2023年《白日梦我》饰 林芷
- 2023年《繁城之下》（网络剧）饰 林四娘
- 2023年《乐游原》（网络剧）饰 萧妃
- 2023年《以爱为营》饰 唐亦
- 2024年《与凤行》饰 沈木月
- 2024年《又见逍遥》（网络剧）饰 巫后
- 2024年《末代厨娘》（2019年拍摄）饰 端康太妃
- 2024年《迎风的青春》饰 牛玲玲
- 2025年《陷入热恋的我们》（网络剧）饰 连惠
- 2025年《献鱼》（网络剧）饰 司马萼/太后
- 待播中《珍品》饰 苏迪
- 待播中《好女无双》（2017年拍摄）（网络剧）饰 国师 （原名：西游记女儿国）
- 待播中《李白》（2009年拍摄）饰 赵红尘
- 待播中《天下长安》（2017年拍摄）饰 尹德妃
- 待播中《客家人》饰 梅卿
- 待播中《爱我别走》
- 待播中《一曲三笙》（又名：南烟斋笔录）
- 待播中《烽火流金》
- 待播中《暗夜深海》 饰 王碧奎

### 电影
- 2002年《烟雨红颜》饰 陳素云
- 2005年《票友》（电视电影）饰 张娜
- 2006年《理发师》饰 宋嘉仪
- 2015年 《娘家人》宋老师
- 2017年《我是谁的宝贝》饰 沈秋霖
- 2019年《一生有你2019/Miss Forever》饰 方瑶/袁静
- 2021年《阳光姐妹淘》饰 林青
- 2023年《倍儿喜欢你》饰 秀芳
- 2023年《开国将帅授衔1955》饰 邹靖华
- 待映中《一閃一閃亮晶晶》饰 丽云
- 待映中《中国大飞机》饰 李晓鸥

## 歌曲

### 原唱/翻唱
（不完全记录）
- 曾经
- 月半弯
- 日寸
- 稳稳的幸福
- 梨花颂
- 江湖笑
- 烛光里的妈妈
- 楚楚动人
- 笑红尘
- 山海赋
- 草木之骨
- 武家坡2021
- 青春向太阳
- 最美中国人
- BOOM
- 问
- 汉江揽胜
- 谷雨天
- 新梅花三弄
- 大戏山水间
- 寻风和日丽

### 戏曲唱段
- 三家店
- 苏三起解
- 贵妃醉酒
- 白蛇传·游湖
- 梨花颂

## 书籍
（中国多平台可购）
- 《顺风而生》
- 《四季有味》

## 广告代言
（不完全记录）
- 年诗下SBAA│18科研活化青春中心（香港）[5]
- 2023年 QuasarMD 科施佳首位形象大使